# كلود جيمس
كلود جيمس (بالإنجليزية: Claude James)‏ هو سياسي أسترالي، ولد في 24 فبراير 1878، وتوفي في 27 أغسطس 1961. انتخب عضو مجلس نواب تسمانيا.